# ジガ・ディメッツ
ジガ・ディメッツ（Ziga Dimec, 1993年2月20日 - ）は、スロベニア共和国のプロバスケットボール選手。ポジションはパワーフォワード兼センター。

## 来歴
スロベニア共和国出身。2011年にスロベニアでプロキャリアをスタートさせると、スロベニアを中心にドイツやポーランドのリーグでもプレー。2022-23シーズンはB.LEAGUE・西宮ストークスに所属していた。B.LEAGUE初のスロベニア国籍の選手である。
2024-25シーズンはP. リーグ+に所属するTSG ゴーストホークスでプレー。ゴーストホークスではBリーグでのプレー経験があるデモン・ブルックスやニック・パーキンスらと共にプレーした。

## 人物

### 選手としての特徴
2022-23シーズンに加入した西宮ストークスは「泥臭く身体を張るプレーを得意としながら、パワーと器用さも持ち合わせ、周りを活かすプレーができるビッグマンの加入。2017年のユーロバスケットでは欧州1位、東京オリンピックでは4位の成績を残したスロベニア共和国の代表選手として活躍しており、NBAスターのドンチッチ選手やドラギッチ選手とも共にプレーをした経験を持つ。世界トップレベルの経験でストークスを牽引するディメッツ選手のプレーにご期待ください！」と評価している。

## 代表歴
長くスロベニア代表としてもプレーしており、2021年に行われた東京オリンピックではNBA・ダラス・マーベリックスでプレーしているルカ・ドンチッチやシカゴ・ブルズでプレーしているゴラン・ドラギッチらと共に4位に輝いた。